# Elisabeth Wolff (Bildhauerin)
Elisabeth Wolff (verheiratete Furth oder Wolff-Furth), geborene Ledermann, (* 22. November 1898 in Berlin; † Februar 1977 in Melbourne, Australien) war eine aus dem NS-Staat Deutschland nach England emigrierte jüdische deutsch-englische Bildhauerin.

## Leben und Werk
Elisabeth Ledermann kam aus einer Berliner jüdischen bürgerlichen Familie, ihre Eltern waren der Kaufmann Karl Ledermann und seine Ehefrau Emanuela geb. Fischel.
Elisabeth nahm in Berlin privaten Bildhauer-Unterricht bei Walter Schott. Als eine der ersten Frauen, die ab 1920 an der Akademie der Bildenden Künste München zugelassen wurden, wurde sie Meisterschülerin von Joseph Wackerle, und sie erhielt den Gesellenbrief als Bildhauerin. 1920 heiratete sie in Berlin den jüdischen Rechtsanwalt Harry Elkan Wolff (1881 Gera – 1944 KZ Bergen-Belsen). Die Ehe wurde 1935 in Berlin wieder geschieden.
Ende der 1920er Jahre richtete sich Elisabeth Wolff in Berlin ein Atelier ein. Für 1930 ist sie in der Schöneberger Mühlenstraße 11 nachgewiesen.
Elisabeth Wolff schuf vor allem Porträtbüsten und figürliche, oft abstrakte, Arbeiten in Stuck, Keramik, Messing und Bronze. In den 1920er-Jahren wurde sie durch ihre Kleinplastiken und Porträtbüsten bekannt. Aus Katalogen und Zeitschriften sind dem Jüdischen Museum Berlin mehr als zwanzig ihrer Werke bekannt. Diese gelten jedoch bis auf die Bronze-Statuette Schreitendes Mädchen, die 1987 dem Museum anvertraut wurde, als verschollen. Diese Statuette hatte Elisabeth Wolff für die Zeitung des Central-Vereins deutscher Staatsbürger jüdischen Glaubens als Wanderpreis für das Sportfest des Reichsausschusses der jüdischen Jugendverbände geschaffen. Belegt ist seine Vergabe 1934.
Elisabeth Wolff stellte außer in Deutschland auch in England aus, so um 1932 in der Londoner Claridge Gallery. Ab 1934 war sie regelmäßig auf der jährlichen Ausstellung der Royal Academy of Arts vertreten.
Als im nationalsozialistischen Deutschland die Gefährdung der jüdischen Bürger immer bedrohlicher wurde, emigrierte Elisabeth Wolff nach London. Nach ihrer Scheidung 1935 hatte sie Ernest Marcus Furth (1894–1983) geheiratet. Die Eheleute waren 1939 im Londoner Stadtteil Hampstead registriert, Ernest Furth als Büroangestellter und Elisabeth als Hausfrau. Im August 1948 emigrierten sie von dort aus nach Australien. Sie lebten zuletzt in Melbourne. Im Wählerverzeichnis von Brighton 1967 ist Elisabeth Furth noch als Bildhauerin verzeichnet. Sie starb 1977 im Alter von 78 Jahren und wurde am 15. Februar 1977 auf dem Springvale Botanical Cemetery in Melbourne eingeäschert. 1983 starb Ernest Furth, seine Asche wurde auf dem gleichen Friedhof ausgestreut.

## Weitere Ausstellungen (unvollständig)
- 1928: Berlin, Modeatelier „Grete“ am Kurfürstendamm (Einzelausstellung)
- 1934: Breslau, Waisenhaus („Jüdische Künstler in Deutschland aus Vergangenheit und Gegenwart“)